# جزيرة جست روم إناف
جزيرة جست روم إناف هي جزيرة تقع في سلسلة ألف جزيرة، تنتمي إلى نيويورك، الولايات المتحدة. تشتهر الجزيرة بكونها أصغر جزيرة مأهولة، والتي يبدو أنها تقع حول. إنها أصغر جزيرة مأهولة في العالم.